# Expo 2000
Expo 2000 byla světová výstava, která probíhala od 1. června do 31. října 2000 v německém Hannoveru. Konala se na hannoverském výstavišti (Messegelände Hannover), které je největším výstavištěm na světě. Od tohoto ročníku se další výstavy konají pod oficiálním názvem Expo.
Na rozdíl od předchozích výstav, které se zaměřovaly na současný pokrok ve vědě a technice, se EXPO 2000 zaměřilo více na vývoj a prezentaci řešení budoucnosti. Výstava se pořádala pod heslem „Lidstvo - příroda - technologie“ a ztělesňovala cíle a zásady akčního plánu Agenda 21, které byly definovány na Summitu Země v Rio de Janeiru v roce 1992.
Očekávalo se, že výstavu si během jejího trvání prohlédne asi 40 milionů návštěvníků, nakonec to byla méně než polovina tohoto počtu a Expo skončilo finančním neúspěchem. Vystavovalo zde 174 zemí a výstavu navštívilo přes 18 milionů návštěvníků.

## Téma
Ústřední téma „Lidstvo - příroda - technologie“ bylo rozděleno do několika dílčích témat: 21. století, životní prostředí, energie, mobilita, znalosti, zdraví a výživa, základní potřeby a budoucnost práce. Na tematických výměnách se v průběhu celého veletrhu kromě aktérů občanské společnosti a nevládních organizací aktivně podílely také vědecké, kulturní, politické a podnikatelské komunity. Cílem těchto setkání bylo zamyslet se nad globálními jevy a problémy příštích generací jako jsou například vytvoření přiměřených bytových, pracovních a životních podmínek nebo zachování mobility a komunikace mezi lidmi.

## Areál výstaviště
Areál výstaviště se nacházel na původních 1 000 000 metrech čtverečních hannoverského výstaviště a dalších 600 000 m² bylo zpřístupněno jako nově otevřená část areálu. Spojené státy změnily své rozhodnutí zúčastnit se v relativně pozdní fázi a oblast vyhrazená pro americký pavilon zůstala nezastavěná.
Pro pořadatele i účastníky bylo zásadní, aby rozvoj areálu odpovídal přísným zásadám udržitelného rozvoje, které byly kodifikovány v Hannoverských zásadách. Proto byly při stavbě některých pavilonů použity nejnovější pokročilé technologie, například švýcarský pavilon byl postaven ze 45 000 prken sestavených bez použití lepidla. Japonský pavilon byl unikátní tím, že byl postaven technikou „papírových trubek“ vyrobených z recyklovaného papíru z Německa.

## Český pavilon

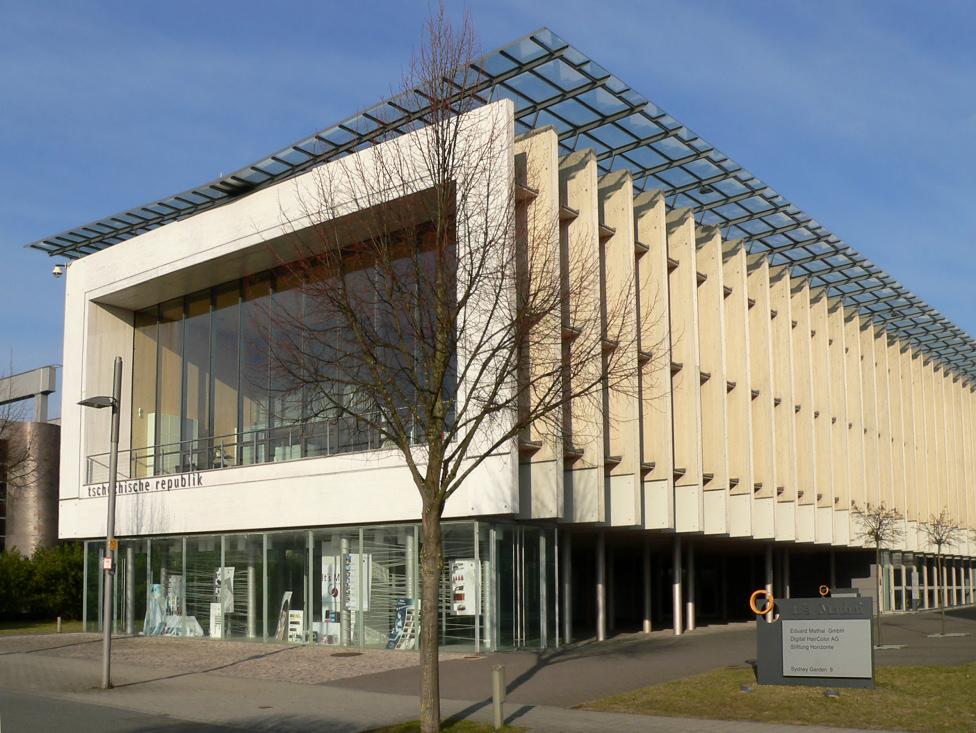
Český pavilon

Česká republika měla svůj pavilon ve východním areálu výstaviště. Konstrukci pavilonu tvořily dřevěné deskové rámy na tenkých ocelových sloupech, které byly v souladu s ekologickým tématem výstavy a zároveň plně využívaly vlastností své hmoty k netradičnímu konstrukčnímu řešení.
Námětem expozice českého pavilonu bylo lidstvo na křižovatce hledání smyslu existence srovnáním dvou významných časových epoch. Hlavním tématem expozice byla paralela období vlády Karla IV. a současnosti. Záměrem koncepce bylo setkání dvou historických období rozvoje naší země. Mottem výstavy bylo „Cesta k sobě - návrat k sobě“.

## Areál po skončení výstavy
Většina výstavní plochy je stále využívána pro velké veletrhy v Německu, jak tomu bylo již od roku 1949. Jihovýchodní oblast kolem Expo Plaza se proměnila v nové centrum Hannoveru pro informační technologie, design, média a umění.

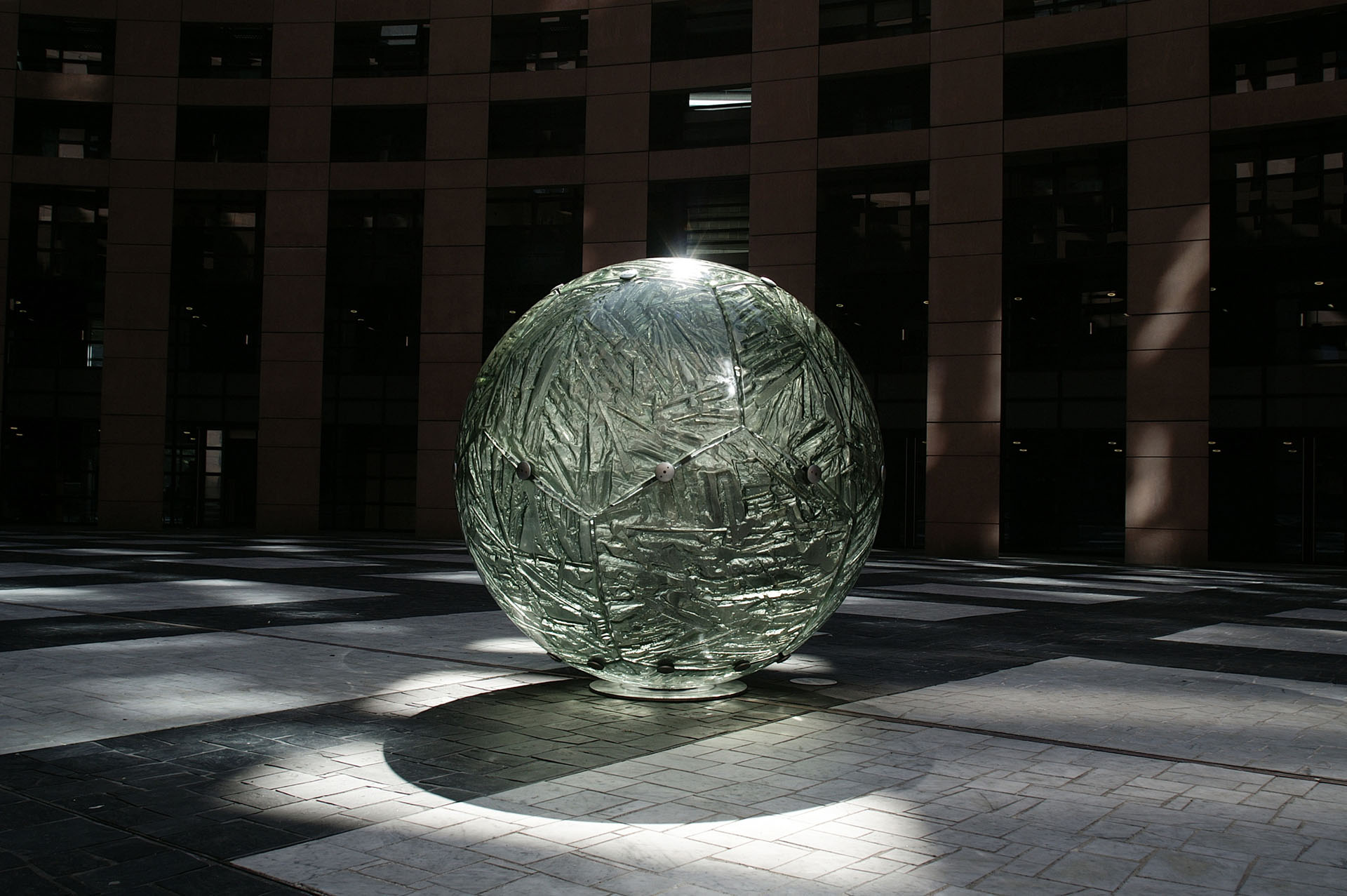
Tomasz Urbanowicz Sjednocená země

Většina národních pavilonů byla po skončení výstavy zbourána nebo rozebrána a odeslána do svých domovských zemí. Některé pavilony našly účelné využití po skončení výstavy ještě před jejím ukončením, například z mexického pavilonu se stala knihovna Brunšvické univerzity užitého umění a z belgického pavilonu se stalo nahrávací studio. Zachován zůstal i nizozemský pavilon, ale stavba až do roku 2017, kdy architektonická společnost MVRDV oznámila plány na obnovu a rekonstrukci, chátrala. Ve zrekonstruovaném pavilonu budou umístěny sdílené kanceláře a zasedací místnosti, přičemž zvláštní pozornost byla věnována zachování prvků původního designu a jejich přeměně na kancelářské prvky.
Skleněnou plastiku „Sjednocená země“ od Tomasze Urbanowicze vystavenou v rámci prezentace Dolního Slezska v polském pavilonu předalo město Vratislav Evropskému parlamentu ve Štrasburku.

## Přínos výstavy pro město
Expo 2000 přispělo k modernizaci města i vlastního výstaviště. Před zahájením výstavy se zmodernizovala dopravní síť města, aby se zlepšil přístup na výstaviště. Zmodernizovaly se silnice, dálnice, nádraží a letiště, a byly zřízeny nové tramvajové a železniční tratě a linky metra. Výstavba nových objektů, jako hlediště Arena, a rekonstrukce nevyužívaných objektů na koncertní sály přispěly ke zlepšení image Hannoveru a podpořily možnosti hospodářského růstu a cestovního ruchu v regionu. Klíčovou součástí projektu rozvoje města a sociální politiky byla výstavba ekologické čtvrti Kronsberg v bezprostřední blízkosti areálu výstaviště.

## Galerie

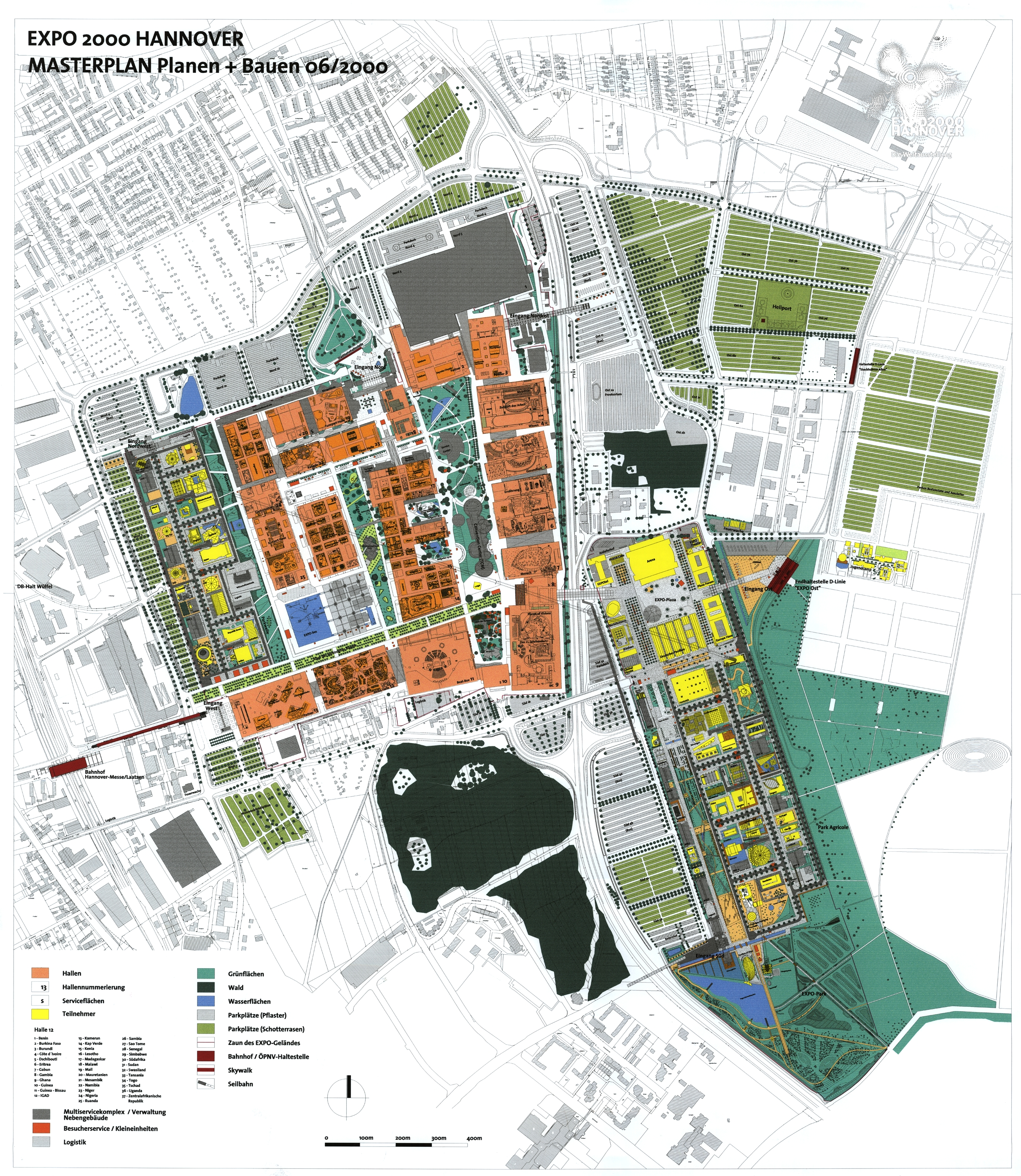
Plán výstavy
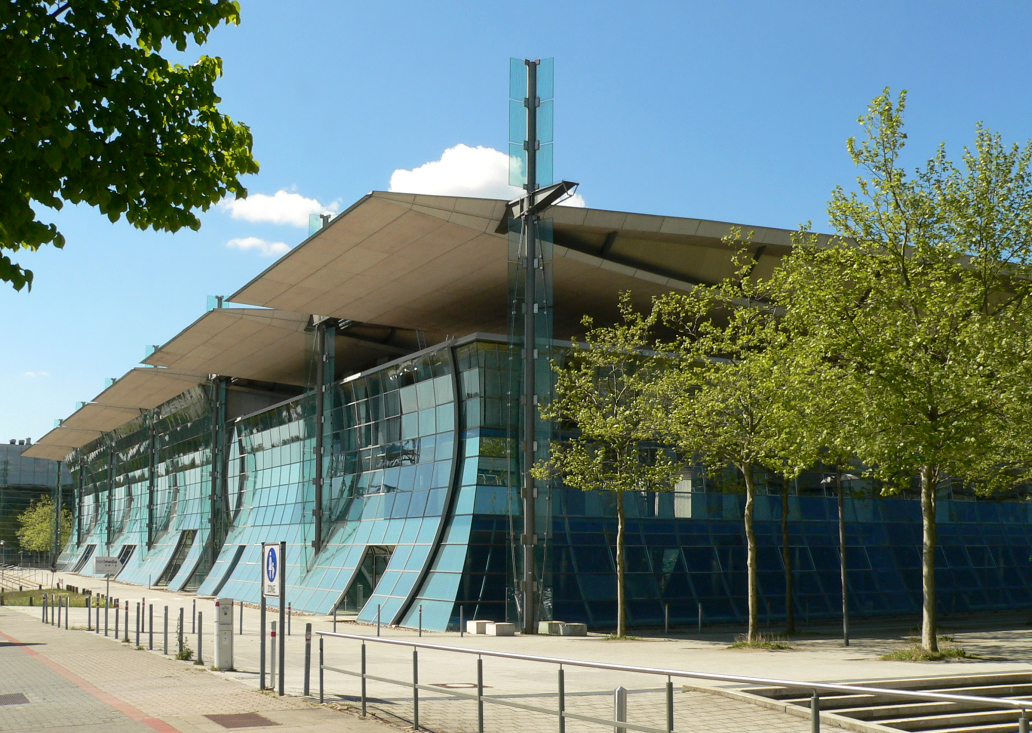
Německý pavilon
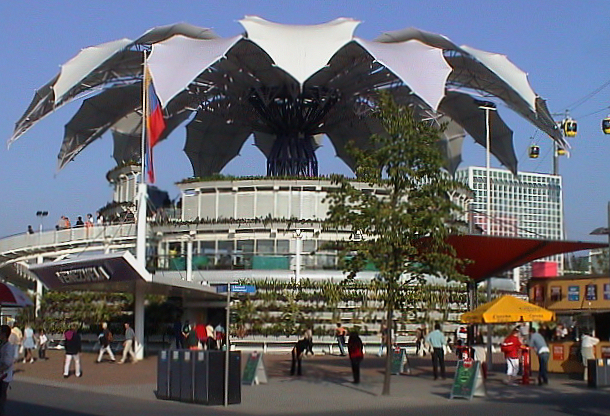
Venezuelský pavilon
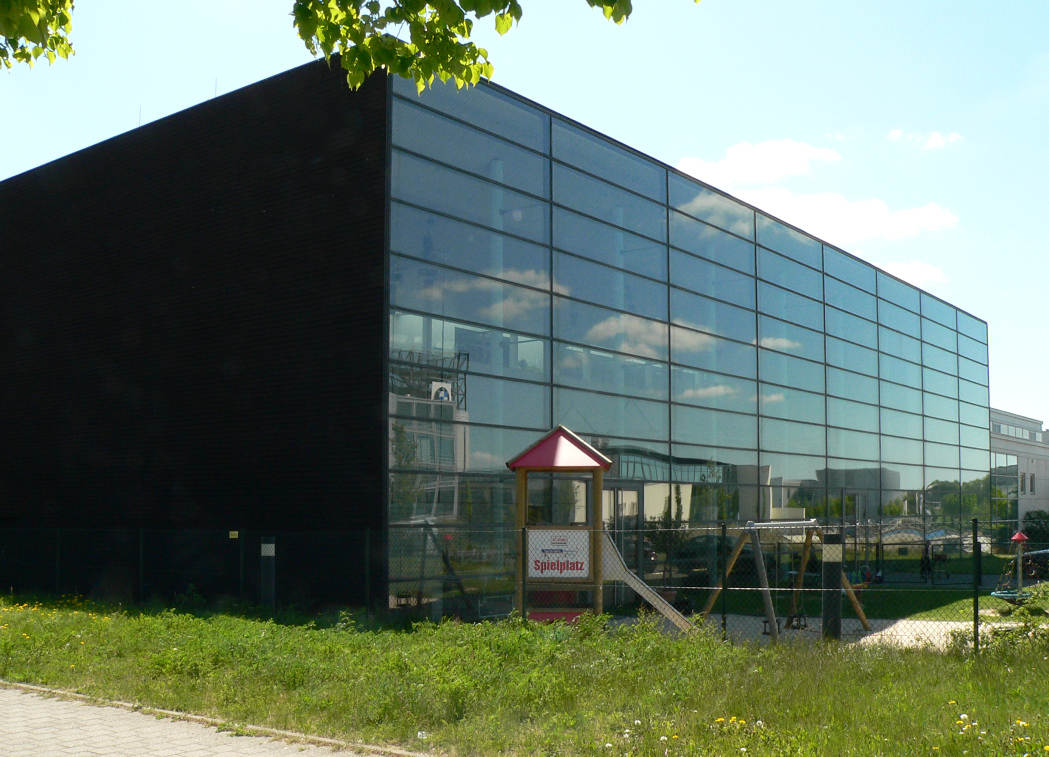
Švédský pavilon
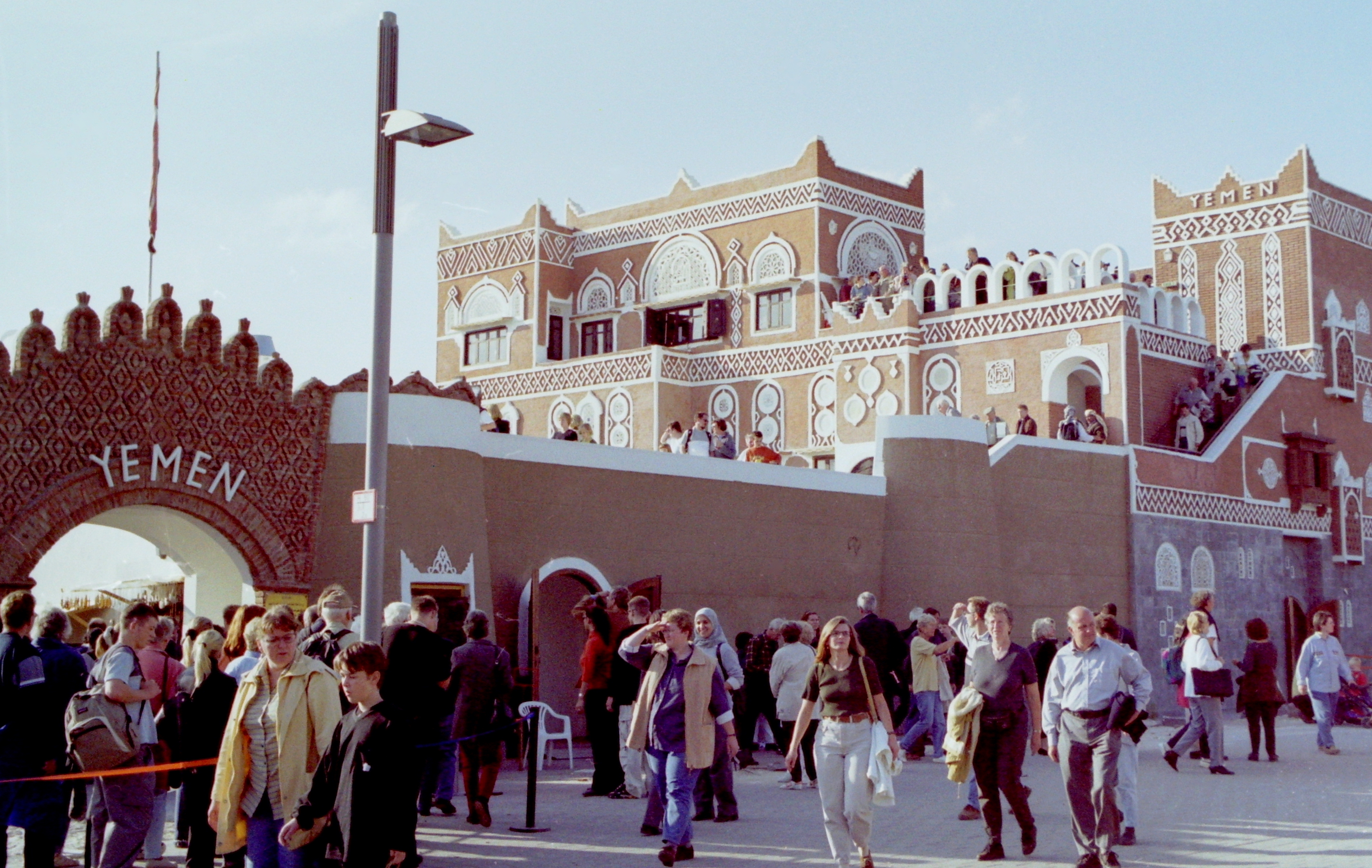
Jemenský pavilon
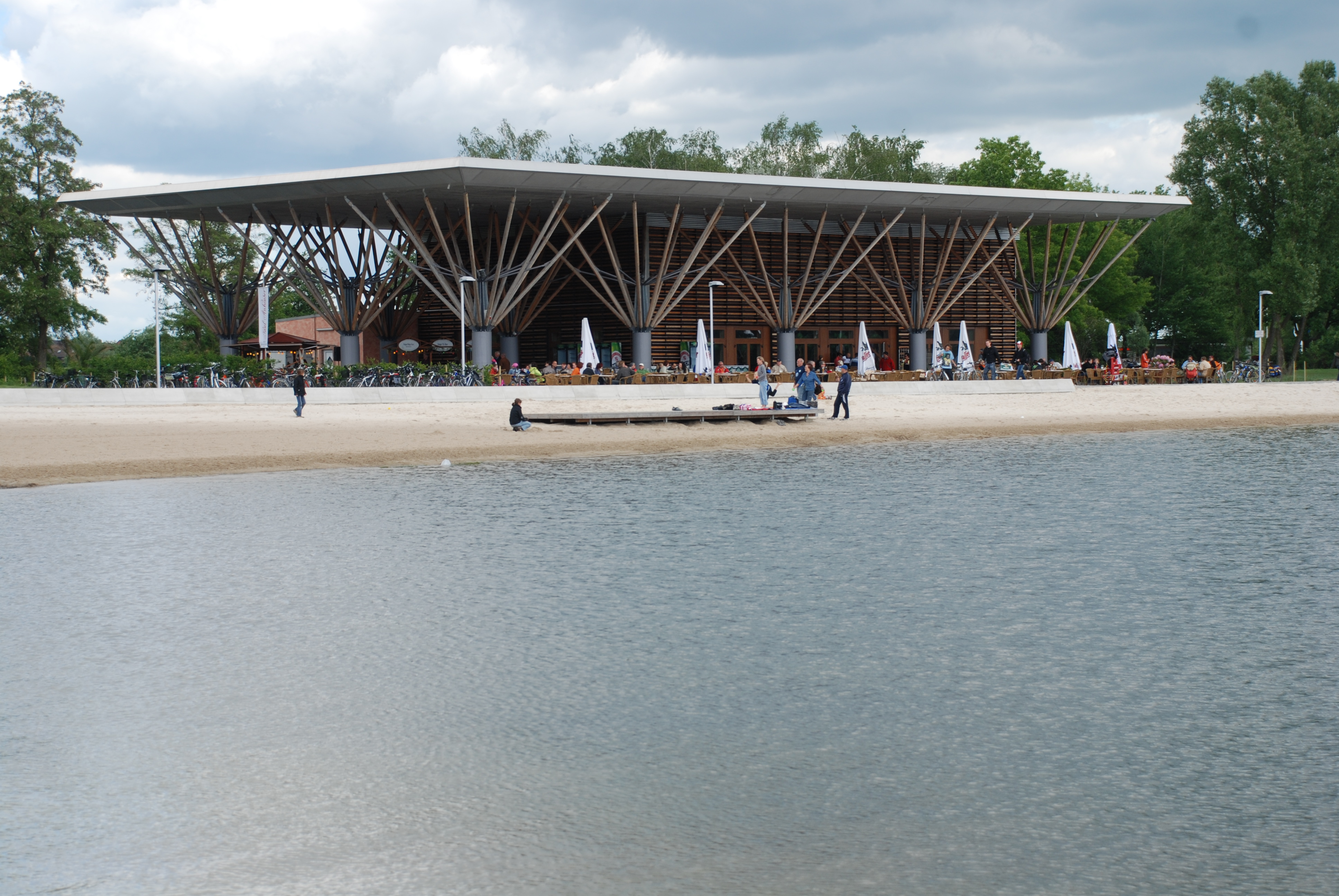
Kolumbijský pavilon
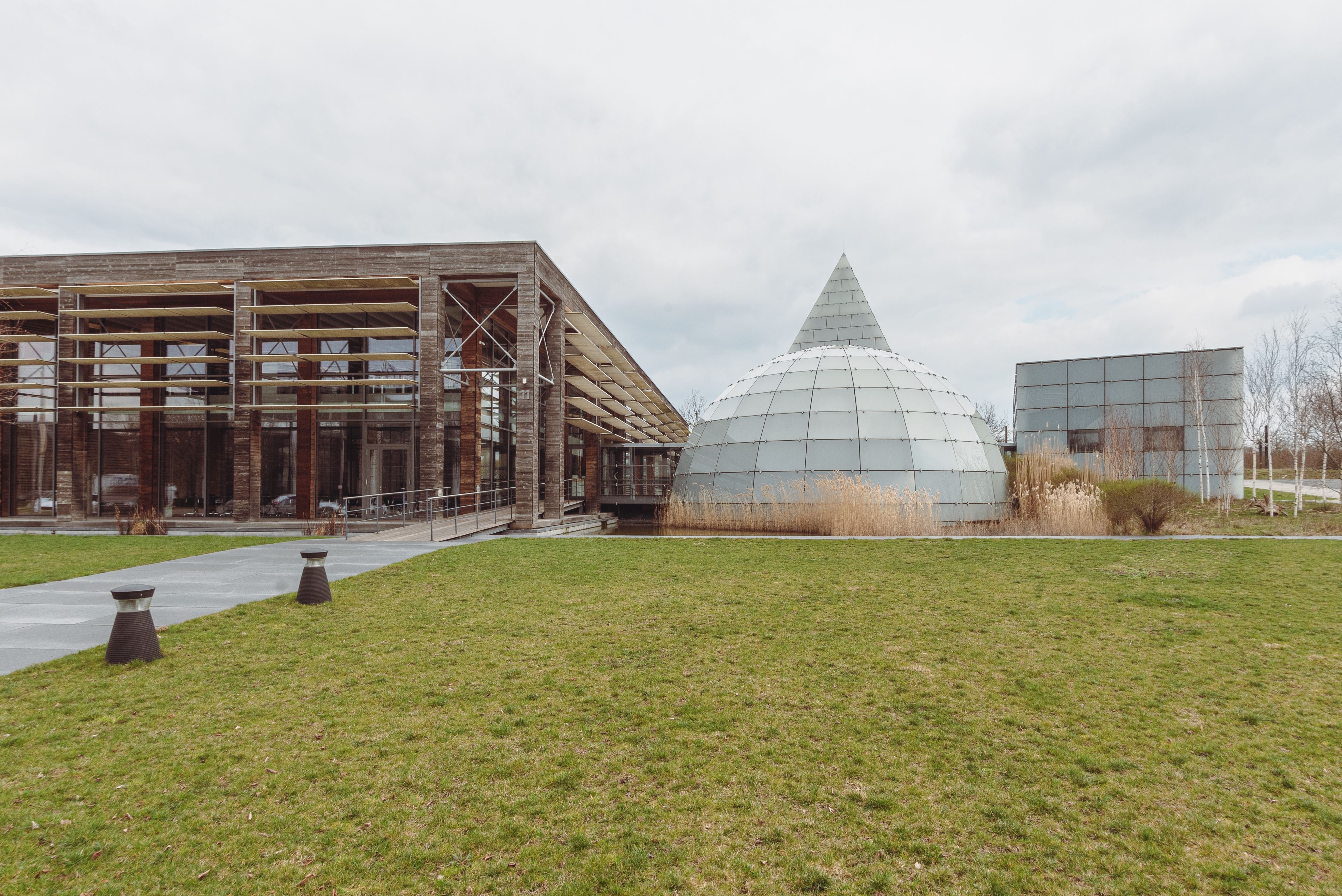
Dánský pavilon